# Palinurus mauritanicus
Palinurus mauritanicus is een tienpotigensoort uit de familie van de Palinuridae. De wetenschappelijke naam van de soort is voor het eerst geldig gepubliceerd in 1911 door Gruvel.